# Phycomorpha bryophylla
Phycomorpha bryophylla is een vlinder uit de familie van de Copromorphidae. De wetenschappelijke naam van de soort is voor het eerst geldig gepubliceerd in 1927 door Meyrick.